# Zuzana Zlatohlávková
Zuzana Zlatohlávková (rodným příjmením Onufráková, * 10. prosince 1981 Prešov) je slovensko-česká herečka.

## Život
Po studiu na gymnáziu v Bratislavě nastoupila na Divadelní fakultu pražské Akademie múzických umění (DAMU). Od září 2010 je členkou souboru pražského Švandova divadla. Poté se stala členkou Činoherního studia Ústí nad Labem, kde ztvárnila řadu výrazných rolí.
V listopadu 2021 se vdala za Romana Zlatohlávka, se kterým má dvě děti.

## Dílo
Již ve třetím ročníku byla obsazena do role Gillian v Albeeho Hře o manželství v režii Natálie Deákové, která byla po ukončení sezóny obnovena a uváděna ve Studiu Damúza a v Divadle Na zábradlí. Ve závěrečném ročníku na DAMU zaujala především jako Pavla v autorské inscenaci Patrika Hartla Hovory o štěstí mezi čtyřma očima. Za tuto roli byla na mezinárodním festivalu Zlomvaz zvolena do užší čtyřčlenné nominace na Cenu Reflexu za nejlepší herecký výkon. Kromě rolí ve Studiu DISK též nazkoušela čarodějnici Maru v Baladě pro banditu (Divadlo Na Fidlovačce) a Suzan v autorské inscenaci Daniela Špinara Zůstaň na lince, uváděné v Divadle v Celetné. Po derniérách ročníkových inscenací začala natáčet jednu z hlavních rolí v šestadvacetidílném televizním seriálu Redakce. Ve studiu Studia Ypsilon si zahrála Zuzanu v komedii Nic nás nezastaví (režie Jiří Havelka).  V létě 2006 hostovala ve Špalkově inscenaci Rostandova Cyrana (Divadlo v Celetné), zahrála si celkem pět postav, mj. i Montfleuryho. V letech 2023 a 2024 si zahrála v seriálu Dobré ráno, Brno!